# 迈克尔·马丁·吉尔迪
迈克尔·马丁·吉尔迪（英語：Michael Martin Gilday；1962年10月10日—）是美国海军军官，曾任美国海军作战部长。

## 生平
1962年10月10日，迈克尔·马丁·吉尔迪出生在美国马萨诸塞州米德尔塞克斯县洛厄尔。1985年，他从美国海军学院毕业。他还从哈佛大學肯尼迪政府学院和國防大學国家战争学院获得硕士学位。
他曾任钱德勒号导弹驱逐舰、普林斯顿号巡洋舰、本福尔德号驱逐舰、希金斯号驱逐舰的舰长。
2016年7月14日，迈克尔·马丁·吉尔迪出任美国第十舰队司令、美国舰队网络司令部司令。2018年5月，他出任美国参谋长联席会议作战部主任。2019年3月1日，他出任美国参谋长联席会议参谋部主任。
2019年11月1日，迈克尔·马丁·吉尔迪被提名为美国海军作战部长。8月1日，美国参议院授予他四星军階。
2020年4月15日，迈克尔·马丁·吉尔迪宣布海军正在考虑恢复布雷特·克罗泽的职务。此前，布雷特·克罗泽因克罗泽对西奥多·罗斯福号航空母舰上的冠状病毒做出有争议的反应而被解雇。2020年4月25日，迈克尔·马丁·吉尔迪和时任美国海军部长代理的詹姆斯·埃德温·麦克弗森一起推荐布雷特·克罗泽恢复了西奥多·罗斯福号航空母舰的舰长职务。
2020年8月10日，迈克尔·马丁·吉尔迪在他居住的华盛顿海军工厂跑步时“生病了”。迈克尔·马丁·吉尔迪在一名路过的美国海军陆战队士兵的帮助下送去医院。大约两周后，迈克尔·马丁·吉尔迪此前的疾病接受了心脏手术。9月28日，迈克尔·马丁·吉尔迪返回工作岗位。

## 奖章和勋章
|             |             |  |
|             |             |  |
|             |             |  |
|             |             |  |
|             |             |  |
| Gold star   |             |  |
| Bronze star | Silver star |  |
| Bronze star |             |  |
|             |             |  |
|             |             |  |
|             |             |  |
|             |             |  |
|             |             |  |
|             |             |  |

### 外国勋章奖章
- 旭日大绶章（日本，2023年7月14日公布[11]）
- 功绩奖章（军事）（英语：Pingat Jasa Gemilang (Tentera)）（新加坡，2023年7月24日颁发[12]）